# أداة توصيف تسلسل
أداة توصيف تسلسل (بالإنجليزية: sequence profiling tool)‏ في المعلوماتية الحيوية هي نوع من البرامج التي تعرض معلومات متعلقة بتسلسل جيني، أو باسم الجين أو بكلمة مفتاحية مدخلة. عادة ما تأخذ مثل هذه الأدوات استعلاما مثل تسلسل دنا أو رنا أو بروتين أو «كلمة مفتاحية» وتبحث في قاعدة بيانات واحدة أو عدة قواعد عن معلومات متعلقة بذلك التسلسل. تُقدَّم خلاصات ومجموع النتائج بهيئة قياسية توضح وتصف المعلومة التي كان تجميعها بطريقة أخرى سيتطلب زيارات إلى العديد من المواقع الصغيرة أو الرجوع المباشر إلى الكتب للبحث عنها.
العديد من أدوات توصيف تسلسل هي مداخل برنامج (portals) أو منافذ (gateways) تسهل العثور على المعلومة الخاصة بالاستعلام في عدد كبير ومتنامي من قواعد بيانات المعلوماتية الحيوية. الوصول إلى هذا النوع من الأدوات يكون إما عبر مواقع الويب أو عبر برامج تنفيذية قابلة للتحميل محليا.